# Porsche 550
Porsche 550, также известный как 1500 RS — спортивный автомобиль компании Porsche, производившийся с 1953 по 1956 годы. Представляет собой машину среднемоторной компоновки с 4-цилиндровым двигателем воздушного охлаждения. Непосредственным предшественником автомобиля в классе спортивных автомобилей является модель Glöckler-Porsche; за образец для создания Porsche 550 был взят автомобиль Porsche 356/1, разработанный конструктором Ферри Порше, сыном основателя компании Фердинанда Порше. Подобный дизайн использовался для создания следующего гоночного автомобиля Porsche 718. В 1953—1957 годах было выпущено 118 экземпляров Porsche 550, 90 из них — в 1953—1956 годах. Этот автомобиль достаточно быстро стал доминирующим в классе спортивных автомобилей с двигателями объёмом 1,1 и 1,5 л — в 1953 году он выиграл Айфельскую гонку на автодроме Нюрбургринг, которая стала также и первой в истории для Porsche 550.

## Разработка автомобиля
В начале 1950-х годов в автогонках от команды Porsche выступали автомобили типа Porsche 356, однако специализированного спортивного или гоночного автомобиля у команды не было. В 1950 году Вальтер Глёклер, рабочий завода Volkswagen во Франкфурте-на-Майне, разработал автомобиль на базе Porsche 356 с кузовом типа «спайдер» — за рулём этой машины Глёклер в том же году выиграл чемпионат Германии по спортивным автогонкам (нем. Deutschen Sportwagen-Meisterschaft). В 1951 году он повторил свой успех, выступая на этот раз за рулём Glöckler-Porsche с 4-цилиндровым оппозитным двигателем объёмом 1,5 л и мощностью 90 л. с., работавшим на спиртовом топливе.
Когда усилилась конкуренция, компания Porsche решила разработать собственный спортивный автомобиль. В 1953 году был представлен новый автомобиль, получивший обозначение Porsche 550: впервые его продемонстрировали на Парижском автосалоне. Первые экземпляры были собраны на заводе Karosseriewerke Weinsberg: изначально выпускались версии с кузовом не только типа «родстер», но и типа «купе». С 1954 года начали строиться только родстеры; с начала 1955 года завод Wendler выпустил чуть более сотни автомобилей, которые продавались частным лицам по цене 24 600 немецких марок (около 62 900 евро по современному курсу). Большая часть автомобилей попала в США.

## Технические характеристики

### 550 (1953)
Porsche 550 является двухместным открытым автомобилем типа «родстер». Корпус разработан по проекту Эрвина Коменды: он включает в себя плоскую ступенчатую раму массой 59 кг, сваренную из труб, и несущий кузов массой 90 кг, выполненный из алюминия. Несколько первых экземпляров были выпущены с кузовом «купе» в 1953 году и даже участвовали в автогонке 24 часа Ле-Мана. Снаряжённая масса автомобиля составляла 550 кг, у более поздних моделей — 590 кг (полная масса — 640 кг). В автомобилях, выпускавшихся после 1955 года, передняя часть была спроектирована так, чтобы улучшить аэродинамику машины: для этого рассеиватели света в передних фарах ставились под углом. С задней части кузова был убран «горб», вследствие чего она вместе с крыльями стала полностью откидной.
В середине передней крышки кузова находилось круглое отверстие для быстрого отсоединения топливного бака (вместимость бака — 68 л). На задней части крышки моторного отделения находилась вентиляционная решётка. Двери были выполнены из алюминия, а на дверных ручках снаружи находились замки, что позволяло заблокировать автомобиль во время обычного дорожного движения. Цельное лобовое стекло выполнялось многослойным; для участия в гонках его можно было заменить на вариант, выполненный из оргстекла. К двум ремням в верхней части рамы можно было прикрепить откидную или цельнометаллическую крышу. В автомобиле были два продольно регулируемых ковшеобразных сиденья. Панель приборов была приварена прочно к кузову и имела кожух: там находились приборы; выключатели для освещения приборов, включения фар и дворников; индикаторы давления масла, зарядки аккумулятора и дальнего света; замок зажигания, кнопка стартера и розетка. Также было установлено рулевое колесо диаметром 420 мм с тремя спицами. Тип рулевого механизма — с винтом и гайкой.
Автомобиль имел независимую подвеску спереди и сзади. Передние колёса индивидуально подвешивались на сдвоенных продольных рычагах с кривошипами, установленных на игольчатых подшипниках с внешней стороны, с поперечной торсионной подвеской (две регулируемые поперечные листовые торсионные рессоры) и стабилизатором. Задняя подвеска представляла собой качающуюся ось с продольными рычагами слева и справа (каждый на круглой торсионной балке). Производители амортизаторов — Fichtel & Sachs. Тормоза автомобиля — односторонние барабанные с гидравлическим приводом и диаметром барабана 280 мм. Передние шины: 5.00 — 16 RS, задние: 5.25 — 16 RS
Конструктором Эрнстом Фурманом для Porsche 550 был разработан атмосферный 4-цилиндровый оппозитный двигатель с воздушным охлаждением типа 547 объёмом 1498 куб. см.. Блок цилиндров и головки цилиндров изготавливались из алюминия, сами цилиндры — из алюминия с упроченными хромом стенками. Четыре верхних распределительных вала приводились в движение главными вертикальными валами. В состав двигателя входили два сдвоенных двухкамерных карбюратора типа Solex 40 PJJ с нисходящим потоком, система двойного зажигания с двумя отдельными прерывателями-распределителями и две катушки зажигания. Присутствовал газораспределительный механизм типа DOHC (с двумя клапанами на цилиндр). Система смазки — сухой картер, подача моторного масла шла из бака за одним из задних колёс; вместимость бака — 8 л. Мощность двигателя достигала 110 л. с. (около 81 кВт) при достижении, по разным данным, от 6200 до 7800 оборотов в минуту, максимальный крутящий момент достигал от 117 до 120—121 Н·м при 5000 оборотах двигателя в минуту.
Всего было изготовлено 96 двигателей для моделей Porsche 550. Для улучшения баланса управления, двигатель располагался перед задней осью, таким образом автомобиль был среднемоторным, заднеприводным. За задней осью располагались однодисковое сухое сцепление и полностью синхронизированная 4-ступенчатая механическая коробка передач с передаточными числами 8:35 — 7:31 — 7:34. Рычаг переключения передач имел блокиратор с заслонкой, который предотвращал случайное включение заднего хода при понижении передачи. Проскальзывание ведущих колёс при поворотах предотвращалось за счёт дифференциала повышенного трения. Разгон до 100 км/ч осуществляется примерно за 7 секунд, максимальная скорость автомобиля — около 220 км/ч.
Номера автомобиля наносились на борта, переднюю и заднюю крышки автомобиля; в большинстве случаев номера менялись от гонки к гонке. На задних крыльях встречалась разная разлиновка по цвету и форме, что позволяло сразу же зрителям и рабочим пит-стопа узнать Porsche 550. Так, особенно выделялся «краснохвостый» автомобиль Ханса Херрмана, выступавший под номером 41.

### 550 A (1956)
В 1956 году была представлена модель 550 A. Вместо лонжеронной рамы в данной модели использовалась пространственная рама. При весе 43 кг эта рама была легче лонжеронной на 16 кг и более устойчива к скручиванию. Элементы жёсткости стали легче, а масса всего кузова была снижена на 27 кг и достигла значения 63 кг. Масса автомобиля с запасным колесом составляла всего 530 кг; объём основного топливного бака составлял 90 л, с учётом дополнительных баков — 130 л. Для улучшения управляемости в переднюю подвеску был добавлен стабилизатор поперечной устойчивости, а оси качания полуосей задней подвески были смещены ниже геометрической оси задних колёс. Двухконтурная тормозная система по-прежнему основывалась на барабанных тормозах, однако на передней оси был дуплексный тормоз, а на задней — симплексный. Передние тормозные колодки достигли ширины 60 мм (на 20 мм больше, чем у задних), размеры колёс и шин не изменились.
На модели Porsche 550A использовался всё тот же 4-цилиндровый оппозитный двигатель объёмом 1498 куб. см. Степень сжатия выросла с 9,5 : 1 до 9,8 : 1, а в качестве карбюраторов использовались сдвоенные двухкамерные карбюраторы Weber 40 DCM с нисходящим потоком. Мощность двигателя благодаря этому возрастала до 135 л. с. (99 кВт) при 7200 об/мин, максимальный крутящий момент достигал 145 Н·м при 5900 об/мин, а максимальная скорость достигала 240 км/ч. Начиная с 1956 года, на автомобили устанавливалась 5-ступенчатая механическая коробка передач, однако в ней первая передача не была синхронизирована и предназначалась исключительно для трогания автомобиля с места. Как и передача заднего хода, первая передача имела блокиратор, предотвращающий её случайное включение на ходу.

### Сравнение моделей
| Модель                                             | 550/1500 RS (1954)                                               | 550 A/1500 RS (1956)                                             |
| -------------------------------------------------- | ---------------------------------------------------------------- | ---------------------------------------------------------------- |
| Двигатель                                          | 4-цилиндровый оппозитный, 4-тактный                              | 4-цилиндровый оппозитный, 4-тактный                              |
| Объём                                              | 1498 см³                                                         | 1498 см³                                                         |
| Диаметр цилиндра, ход поршня                       | 85 × 66 мм                                                       | 85 × 66 мм                                                       |
| Мощность, оборотов двигателя в минуту              | 81 кВт (110 л. с.) при 7800                                      | 99 кВт (135 л. с.) при 7200                                      |
| Макс. крутящий момент, оборотов двигателя в минуту | 121 Н·м при 5000                                                 | 145 Н·м при 5900                                                 |
| Степень сжатия                                     | 9,5 : 1                                                          | 9,8 : 1                                                          |
| Система клапанов                                   | двигатель типа DOHC (два распредвала, по два клапана на цилиндр) | двигатель типа DOHC (два распредвала, по два клапана на цилиндр) |
| Охлаждение                                         | воздушное                                                        | воздушное                                                        |
| Трансмиссия                                        | 4-ступенчатая МКПП                                               | 5-ступенчатая МКПП                                               |
| Тормоза                                            | барабанные тормоза с гидравлическим приводом                     | барабанные тормоза с гидравлическим приводом                     |
| Передняя подвеска                                  | торсионная, на двойных продольных рычагах                        | торсионная, на двойных продольных рычагах                        |
| Задняя подвеска                                    | торсионная, с качающимися полуосями                              | торсионная, с качающимися полуосями                              |
| Кузов и шасси                                      | алюминиевый, на лестничной раме                                  | алюминиевый, на решётчатой раме                                  |
| Колея передняя/задняя                              | 1290/1250 мм                                                     | 1290/1250 мм                                                     |
| Колёсная база                                      | 2100 мм                                                          | 2100 мм                                                          |
| Шины                                               | передние 5.00 — 16 RS, задние 5.25 — 16 RS                       | передние 5.00 — 16 RS, задние 5.25 — 16 RS                       |
| Длина, ширина, высота                              | 3600 × 1540 × 1050 мм                                            | 3700 × 1610 × 980 мм                                             |
| Масса пустого автомобиля                           | около 550 кг                                                     | около 530 кг                                                     |
| Максимальная скорость                              | около 220 км/ч                                                   | около 240 км/ч                                                   |

## История выступлений

### 1953—1957: успехи в чемпионате мира по гонкам на спорткарах
В 1953 году состоялся дебют автомобилей Porsche 550 в автогонках: первыми стали Айфельские гонки на автодроме Нюрбургринг. Родстер Porsche 550 под номером 03 (пилот — Хельм Глёклер) соревновался в классе 1500 ещё с 11 машинами и одержал победу в гонке 31 мая, заняв 131-е место в общем зачёте. В том же году состоялся дебют Porsche в автогонках 24 часа Ле-Мана: в соревновании приняли участие два автомобиля с кузовом купе, у которых был лучший коэффициент лобового сопротивления по сравнению со Spyder, а также двигатель со штанговыми толкателями. По итогам гонки 1953 года экипаж Рихарда фон Франкенберга и Поля Фрера занял в общем зачёте 15-е место, проехав 247 кругов, а чуть ниже них расположился экипаж Хельма Глёклера и Ханса Херрмана; оба эти экипажа заняли 1-е и 2-е место в классе до 1500 cc. А в последнем международном автомобильном турнире 1953 года — Каррера Панамерикана — в классификации S1.6 выиграл Porsche 550 под управлением Хосе Эррарте Ариано. Победа в Панамерикана дала моральное право добавлять к названиям лучших автомобилей Porsche приставку «Carrera». Победы привлекли внимание к модели 550, которую прозвали «акулой в пруду с окунями» (англ. shark in the pool of perch).
В 1954 году автомобили Porsche 550 уже были оснащены двигателем Фурмана и смогли одержать победу в классе S1.5 в большинстве гонок, в которых приняли участие. Так, в Ле-Мане выступали два Porsche 550/4 RS Spyder — с двигателем объёмом 1,5 л в классе S1.5 и в классе S1.1 с двигателем объёмом 1,3 л (мощностью 93 л. с. (58 кВт) при 5000 об/мин). По числу кругов команду Porsche в классе S1.5 опередил автомобиль фирмы O.S.C.A., однако экипаж во главе с Лэнсом Маклином вылетел с трассы, и победу присудили Porsche 550 и экипажу Джонни Клэза (в той же гонке победил в классе S1.1 автомобиль Porsche 550 с Зорой Аркусом-Дунтовым и Гонзагом Оливье). В очередном заезде Каррера Панамерикана Ханс Херрман занял 3-е место в общем зачёте, уступив только двум автомобилям Ferrari, а второе место занял Ярослав Юхан, также пилотировавший Porsche 550. Также на этих гонках два автомобиля Porsche 550 выехали с логотипами спонсоров — компании Fletcher Aviation, с которой Porsche сотрудничала в сфере разработки двигателей для лёгких самолётов, а также Telefunken и Castrol. В том же году в гонке Mille Miglia Ханс Херрман и Херберт Линге на своём Porsche 550 (экземпляр 08) заняли 6-е место в общем зачёте, одержав также победу в классе 1500 cc. Причём, во время гонки благодаря небольшой высоте автомобиля Херрман и Линге умудрились проскочить под закрытым железнодорожным шлагбаумом, что помогло отстоять победу в классе. Этот автомобиль выступал под номером 351, поскольку стартовал в 3:51 утра.
В 1955 году в классе S1.5 снова первенствовали автомобили Porsche 550. В чемпионате Германии по автогонкам (нем. Deutschen Sportwagen-Meisterschaft) победи Рихард фон Франкенберг, выиграв последнюю гонку на Porsche 550 Spyder в классе 1500cc (мощность 125 л.с. или 92 кВт). В 1955 году экипаж Porsche 550 с Гельмутом Поленски и Рихардом фон Франкенбергом занял 4-е место в общем зачёте 24 часов Ле-Мана, выиграв снова в классе S1.5 и получив лучший показатель индекса выступления (англ. Index of Performance). Первые три места в этом классе также заняли автомобили Porsche 550; в классе S1.1 триумфаторами стали Огюст Вёйе и Зора Аркус-Дунтов.
В 1956 году в гонках дебютировала модель Porsche 550A, выступившая впервые на Mille Miglia. В первых заездах Ханс Херрман достаточно рано сходил с дистанции, однако позже экипаж Вольфганга фон Трипса и Умберто Мальоли выиграл в своём классе гонку 1000 км Нюрбуринга и занял 4-е место. Шестое место в итоговом зачёте нюрбургского этапа и 2-е в классе S1.5 занял экипаж Ханса Херрмана и Рихарда фон Франкенберга. Более того, в том же году в гонке Targa Florio абсолютную победу на Porsche 550A одержали Умберто Мальоли и Фриц Хушке фон Ханштейн, которые опередили соперников почти на 15 минут. В конце года был разработан преемник автомобиля Porsche 550 — прототип Porsche 645, получивший прозвище «Микки Маус» (нем. Mickymaus) за укороченную до 2000 мм колёсную базу, узкую колею и более короткий кузов. После того, как 18 сентября 1956 года фон Франкенберг попал в аварию на АФУСе, подготовка к серийному производству Porsche 645 была отменена: автомобиль оказался слишком сложным в управлении.
1957 год был последним годом, когда команда Porsche использовала исключительно 550 A. Несмотря на победы в классе 1500cc, на заводе начали вести работу над преемником, Porsche 718, который уже одержал победу в классе S2.0 в гонке 1000 км Каракаса (Фриц Хушке фон Ханштейн и Эдгар Барт, 5-е место в общем зачёте). В том же году на Ле-Мане экипаж Эда Хьюгаса и Карела-Годена де Бофора совершил всего на один круг больше, чем Lotus Eleven, пилотируемый Джеем Чемберленом и Хербертом Маккем-Фрейзером, и только это принесло Porsche победу в классе S1.1.

### 1957—1959: чемпионаты Европы по горным гонкам и конец эпохи
В 1957—1959 годах гонщики пилотировали Porsche 550 на чемпионате Европы по горным гонкам. Лучший результат — 5-е место — показали Хайни Вальтер в 1958 году и Антон фон Дёрь в 1959 году на Шауинсланде.
Начиная с 1958 года, в гонках чемпионата мира по гонкам на спорткарах выступал уже другой автомобиль — Porsche 718 RSK, преемник 550-й модели. 550 A Spyder выступил всего четыре раза на чемпионате мира и только в составе частных команд: в 1000 км Нюрбургринга команда Рихарда фон Франкенберга, Карела-Годена де Бофора и Эдгара Барта заняла 6-е место в общем зачёте, опередив экипаж Харри Шелла и Поля Фрера, которые вели Porsche 718 RSK, и выиграла в своём классе. Последнее выступление Porsche 550 в чемпионате мира по автоспорту пришлось на гонку Targa Florio, когда команда Эберхарда Мале, Пауля-Эрнеста Штреле и Херберта Линге уступила экипажу Porsche 718 RSK (Эдгар Барт и Вольфганг Зайдель). В 1960 и 1961 годах экипажи Porsche 550 выигрывали южноафриканскую гонку 9 часов Кьялами, проходившую тогда в Йоханнесбурге (обе победы принесли родезийцы Дэйви Гус и Джон Лав).
Считается, что Porsche 550 стал предшественником не только Porsche 718, но и Porsche Boxster. В 2003 году к 50-летию со дня выхода первого Porsche 550 была выпущена особая версия Boxster — S 550 Spyder (1953 экземпляра) с модифицированным двигателем и доработками системы управления. Большая часть экземпляров имела окраску цвета металлик, идентичную оригинальным Porsche 550; официальное представление состоялось в 2004 году на автосалоне в Детройте. Также имя «Spyder» применяли на Porsche RS Spyder, гоночном автомобиле класса прототип Ле-Мана.

## Статистика выступлений

### По годам (1953—1959)
| Этап                 | Этап  | Этап                | Этап                                | Этап      | Этап          |
| Место                | Номер | Команда             | Пилоты                              | Шасси     | Тип двигателя |
| -------------------- | ----- | ------------------- | ----------------------------------- | --------- | ------------- |
| 24 часа Ле-Мана      |       |                     |                                     |           |               |
| 15                   | 45    | Porsche KG          | Рихард фон Франкенберг Поль Фрер    | 550 Coupé | 1,5 l         |
| 16                   | 44    | Porsche KG          | Хельмут Глёклер Ханс Херрман        | 550 Coupé | 1,5 l         |
| Каррера Панамерикана |       |                     |                                     |           |               |
| 32                   | 152   | Хосе Эррарте Ариано | Хосе Эррарте Ариано Карлос Гонсалес | 550 Coupé | 1,5 l         |

| Этап                  | Этап  | Этап                   | Этап                               | Этап       | Этап          |
| Место                 | Номер | Команда                | Пилоты                             | Шасси      | Тип двигателя |
| --------------------- | ----- | ---------------------- | ---------------------------------- | ---------- | ------------- |
| 1000 км Буэнос-Айреса |       |                        |                                    |            |               |
| 9                     | 58    | Ярослав Юхан           | Ярослав Юхан Антонио Астуриас Холл | 550 Spyder | 1,5 l         |
| 12 часов Сибринга     |       |                        |                                    |            |               |
| 10                    | 49    | Fernando Segaura       | Фернандо Сегаура Даймо Боянич      | 550        | 1,5 l         |
| 18                    | 46    | Evans T. Hunt          | Ховард Ханна Эванс Т. Хант         | 550        | 1,5 l         |
| Mille Miglia          |       |                        |                                    |            |               |
| 6                     | 351   | Porsche KG             | Ханс Херрман Херберт Линге         | 550 Spyder | 1,5 l         |
| 24 часа Ле-Мана       |       |                        |                                    |            |               |
| 12                    | 39    | Porsche KG             | Джонни Клэз Пьер Стасс             | 550 Spyder | 1,5 l         |
| 14                    | 47    | Porsche KG             | Зора Аркус-Дунтов Гонзаг Оливье    | 550 Spyder | 1,3 l         |
| RAC Tourist Trophy    |       |                        |                                    |            |               |
| 23                    | 38    | Raymond Fowler         | Рэймонд Фаулер Эрнест Макмиллен    | 550        | 1,5 l         |
| Каррера Панамерикана  |       |                        |                                    |            |               |
| 3                     | 55    | Dist. VW. Central S.A. | Ханс Херрман                       | 550 Spyder | 1,5 l         |
| 4                     | 56    | Jaroslav Juhan         | Ярослав Юхан                       | 550 Spyder | 1,5 l         |

| Этап                  | Этап  | Этап                       | Этап                                    | Этап       | Этап          |
| Место                 | Номер | Команда                    | Пилоты                                  | Шасси      | Тип двигателя |
| --------------------- | ----- | -------------------------- | --------------------------------------- | ---------- | ------------- |
| 1000 км Буэнос-Айреса |       |                            |                                         |            |               |
| 4                     | 34    |                            | Ярослав Юхан Хорхе Салас Чавес          | 550 Spyder | 1,5 l         |
| 12 часов Сибринга     |       |                            |                                         |            |               |
| 8                     | 68    | Porsche KG                 | Фриц Хушке фон Ханштейн Херберт Линге   | 550 Spyder | 1,5 l         |
| 11                    | 61    | Robert H. Davis            | Роберт Х. Дэвис Кэнди Пул               | 550 Spyder | 1,5 l         |
| 14                    | 70    | Ed Crawford                | Эд Кроуфорд Джон Э. Арбас               | 550 Spyder | 1,5 l         |
| 42                    | 67    | Evans Hunt                 | Эванс Т. Хант Ховард Ханна              | 550 Spyder | 1,5 l         |
| Mille Miglia          |       |                            |                                         |            |               |
| 8                     | 541   | Porsche KG                 | Вольфганг Зайдель Хельм Глёклер         | 550 Spyder | 1,5 l         |
| 23                    | 548   |                            | Эрнст Лаутеншлагер Руди Шолль           | 550 Spyder | 1,5 l         |
| 44                    | 556   |                            | Аральдо Сассоне                         | 550 Spyder | 1,5 l         |
| 24 часа Ле-Мана       |       |                            |                                         |            |               |
| 4                     | 37    | Porsche KG                 | Гельмут Поленски Рихард фон Франкенберг | 550 Spyder | 1,5 l         |
| 5                     | 66    | Equipe Nationale Belge     | Вольфганг Зайдель Оливье Жандебьен      | 550 Spyder | 1,5 l         |
| 6                     | 62    | Porsche KG                 | Хельм Глёклер Ярослав Юхан              | 550 Spyder | 1,5 l         |
| 13                    | 49    | Porsche KG                 | Огюст Вёйе Зора Аркус-Дунтов            | 550 Coupé  | 1,3 l         |
| 18                    | 65    | Gonzague Olivier           | Гонзаг Оливье Йозеф Йезер               | 550 Coupé  | 1,3 l         |
| RAC Tourist Trophy    |       |                            |                                         |            |               |
| 9                     | 28    | Fritz Huschke von Hanstein | Кэрролл Шелби Мастен Грегори            | 550 Spyder |               |
| 12                    | 29    | Porsche KG                 | Хельм Глёклер Вольфганг Зайдель         | 550 Spyder | 1,5 l         |
| 16                    | 30    | Porsche KG                 | Рихард фон Франкенберг Херберт Линге    | 550 Spyder | 1,5 l         |

| Этап                  | Этап  | Этап                   | Этап                                             | Этап          | Этап          |
| Место                 | Номер | Команда                | Пилоты                                           | Шасси         | Тип двигателя |
| --------------------- | ----- | ---------------------- | ------------------------------------------------ | ------------- | ------------- |
| 12 часов Сибринга     |       |                        |                                                  |               |               |
| 6                     | 41    | Porsche KG             | Ханс Херрман Вольфганг фон Трипс                 | 550 Spyder    | 1,5 l         |
| 7                     | 43    | John Edgar Enterprises | Джек Макэффи Пит Лавли                           | 550 Spyder    | 1,5 l         |
| 14                    | 66    | Porsche KG             | Майк Маршалл Ян Брандидж Фриц Хушке фон Ханштейн | 550 Spyder    | 1,5 l         |
| 1000 км Нюрнбуринга   |       |                        |                                                  |               |               |
| 4                     | 21    | Porsche KG             | Вольфганг фон Трипс Умберто Мальоли              | 550 RS Spyder | 1,5 l         |
| 6                     | 20    | Porsche KG             | Рихард фон Франкенберг Ханс Херрман              | 550 RS Spyder | 1,5 l         |
| 13                    | 43    | Friedrich Kretschmann  | Фридрих Кречман Зепп Либль                       | 550 Spyder    | 1,5 l         |
| 24                    | 45    | Gotfrid Köchert        | Матьё Хеземанс Карел-Годен де Бофор              | 550 Spyder    | 1,5 l         |
| 1000 км Кристианстада |       |                        |                                                  |               |               |
| 8                     | 43    | William C. Buff        | Рихард фон Франкенберг Уильям К. Бафф            | 550 Spyder    | 1,5 l         |
| 11                    | 45    | Wolfgang Seidel        | Петер Нёкер Вольфганг Зайдель                    | 550 Spyder    | 1,5 l         |
| 12                    | 41    | Equipe Nationale Belge | Жильбер Тирион Клод Дюбуа                        | 550 Spyder    | 1,5 l         |
| 13                    | 44    | Герт Кайзер            | Ханс Херрман Герт Кайзер                         | 550 Spyder    | 1,5 l         |

| Этап                  | Этап  | Этап                  | Этап                                  | Этап           | Этап          |
| Место                 | Номер | Команда               | Пилоты                                | Шасси          | Тип двигателя |
| --------------------- | ----- | --------------------- | ------------------------------------- | -------------- | ------------- |
| 1000 км Буэнос-Айреса |       |                       |                                       |                |               |
| 8                     | 68    | Ярослав Юхан          | Ярослав Юхан Антон фон Дёрь           | 550 RS Spyder  | 1,5 l         |
| 12                    | 70    | Curt Delfosse         | Курт Дельфосс Эрнесто Торнквист       | 550 RS Spyder  | 1,5 l         |
| 12 часов Сибринга     |       |                       |                                       |                |               |
| 8                     | 44    | Jack Pry Motors       | Арт Банкер Чарльз Уоллес              | 550 RS Spyder  | 1,5 l         |
| 9                     | 45    | Jean-Pierre Kunstle   | Жан-Пьер Кьюнстл Кен Майлз            | 550 RS Spyder  | 1,5 l         |
| Mille Miglia          |       |                       |                                       |                |               |
| 5                     | 349   |                       | Умберто Мальоли                       | 550 RS Spyder  | 1,5 l         |
| 1000 км Нюрнбуринга   |       |                       |                                       |                |               |
| 4                     | 21    | Porsche KG            | Умберто Мальоли Эдгар Барт            | 550A RS Spyder | 1,5 l         |
| 7                     | 22    | Porsche KG            | Рихард фон Франкенберг Гельмут Шульце | 550A RS Spyder | 1,5 l         |
| 12                    | 30    | Ecurie La Meute       | Хайнц Шиллер Артур Хойбергер          | 550A RS Spyder | 1,5 l         |
| 14                    | 29    | Ecurie Maarsbergen    | Карел-Годен де Бофор Зепп Либль       | 550A RS Spyder | 1,5 l         |
| 17                    | 31    | Equipe National Belge | Жорж Харрис Клод Дюбуа                | 550A RS Spyder | 1,5 l         |
| 24 часа Ле-Мана       |       |                       |                                       |                |               |
| 8                     | 35    | Ed Hugus              | Эд Хьюгас Карел-Годен де Бофор        | 550 RS Spyder  | 1,5 l         |
| 1000 км Кристианстада |       |                       |                                       |                |               |
| 13                    | 30    | Герт Кайзер           | Герт Кайзер Харальд Крунегор          | 550 RS Spyder  | 1,5 l         |
| 17                    | 31    | Equipe National Belge | Ив Тассен Жорж Акен                   | 550 RS Spyder  | 1,5 l         |
| 1000 км Каракаса      |       |                       |                                       |                |               |
| 7                     | 68    | Ed Crawford           | Эд Кроуфорд Эд Хьюгас                 | 550 RS Spyder  | 1,5 l         |
| 10                    | 65    |                       | Арт Банкер Карел-Годен де Бофор       | 550 RS Spyder  | 1,5 l         |
| 13                    | 70    | Denise McCluggage     | Денис Макклаггидж Эд Хьюгас           | 550 RS Spyder  | 1,5 l         |
| 15                    | 64    | Ramiro Montalvo       | Сантьяго Гонсалес Мануэль Гарсия      | 550 RS Spyder  | 1,5 l         |

| Этап         | Этап  | Этап              | Этап             | Этап       | Этап          |
| Место        | Номер | Команда           | Пилоты           | Шасси      | Тип двигателя |
| ------------ | ----- | ----------------- | ---------------- | ---------- | ------------- |
| Мон-Ванту    |       |                   |                  |            |               |
| 15           | 30    | Heini Walter      | Хайни Вальтер    | 550 Spyder | 1,5 l         |
| 23           |       | Ludwig Fischer    | Людвиг Фишер     | 550 Spyder | 1,5 l         |
| Шауинсланд   |       |                   |                  |            |               |
| 6            | 61    | Gino Munaron      | Джино Мунарон    | 550 Spyder | 1,5 l         |
| 11           | 56    | Heini Walter      | Хайни Вальтер    | 550 Spyder | 1,5 l         |
| Гайзберг     |       |                   |                  |            |               |
| 8            | 10    | Ernst Vogel       | Эрнст Фогель     | 550 Spyder | 1,5 l         |
| 12           | 23    | Ludwig Fischer    | Людвиг Фишер     | 550 Spyder | 1,5 l         |
| Ленцерхайде  |       |                   |                  |            |               |
| 8            | 134   | Heini Walter      | Хайни Вальтер    | 550 Spyder | 1,5 l         |
| 11           |       | Hans Ueli Eugster | Ганс Юли Ойгстер | 550 Spyder | 1,5 l         |
| Сан-Бернардо |       |                   |                  |            |               |
| 6            |       | Gino Munaron      | Джино Мунарон    | 550 Spyder | 1,5 l         |

| Этап                  | Этап  | Этап                    | Этап                                                   | Этап           | Этап          |
| Место                 | Номер | Команда                 | Пилоты                                                 | Шасси          | Тип двигателя |
| --------------------- | ----- | ----------------------- | ------------------------------------------------------ | -------------- | ------------- |
| 1000 км Буэнос-Айреса |       |                         |                                                        |                |               |
| 5                     | 50    | Porsche KG              | Эдгар Барт Роберто Мьерес Антон фон Дёрь               | 550 RS Spyder  | 1,5 l         |
| 10                    | 52    |                         | Ярослав Юхан Губерт Виссе                              | 550 RS Spyder  | 1,5 l         |
| 12 часов Сибринга     |       |                         |                                                        |                |               |
| 25                    | 46    | Marshall Motors         | Чарльз Уоллес Боб Холберт Скип Хадсон                  | 550 RS Spyder  | 1,5 l         |
| 39                    | 74    | Norman J. Scott Jr.     | Норман Джей Скотт Фрэнк Ботт                           | 550 RS Spyder  | 1,5 l         |
| 1000 км Нюрнбуринга   |       |                         |                                                        |                |               |
| 6                     | 22T   | Porsche KG              | Рихард фон Франкенберг Карел-Годен де Бофор Эдгар Барт | 550 RS Spyder  | 1,5 l         |
| 13                    | 90    | Херберт Линге           | Херберт Линге Вальфрид Винклер                         | 550 RS Spyder  | 1,5 l         |
| 14                    | 30    | Harald von Saucken      | Харальд фон Заукен Георг Биалас                        | 550 RS Spyder  | 1,5 l         |
| 24 часа Ле-Мана       |       |                         |                                                        |                |               |
| 5                     | 32    | Carel Godin de Beaufort | Карел-Годен де Бофор Херберт Линге                     | 550A RS Spyder | 1,5 l         |
| 10                    | 34    | Jean-Paul Colas         | Жак Деве Жан Керген                                    | 550A RS Spyder | 1,5 l         |
| RAC Tourist Trophy    |       |                         |                                                        |                |               |
| 8                     | 22    | Dr. Porsche             | Карел-Годен де Бофор Кристиан Бино Хайнс               | 550A RS Spyder | 1,5 l         |

| Этап           | Этап  | Этап           | Этап          | Этап           | Этап          |
| Место          | Номер | Команда        | Пилоты        | Шасси          | Тип двигателя |
| -------------- | ----- | -------------- | ------------- | -------------- | ------------- |
| Мон-Парн       |       |                |               |                |               |
| 9              | 11    | Ludwig Fischer | Людвиг Фишер  | 550 Spyder     | 1,5 l         |
| Мон-Ванту      |       |                |               |                |               |
| 7              | 37    | Heini Walter   | Хайни Вальтер | 550A RS Spyder | 1,5 l         |
| 23             |       | E. Margairaz   | Э. Маргаирас  | 550 Spyder     | 1,5 l         |
| Тренто-Бондоне |       |                |               |                |               |
| 11             | 352   | Heini Walter   | Хайни Вальтер | 550A RS Spyder | 1,5 l         |
| Шауинсланд     |       |                |               |                |               |
| 5              | 17    | Heini Walter   | Хайни Вальтер | 550A RS Spyder | 1,5 l         |
| Гайзберг       |       |                |               |                |               |
| 6              | 104   | Heini Walter   | Хайни Вальтер | 550A RS Spyder | 1,5 l         |
| 8              | 105   | Ernst Vogel    | Эрнст Фогель  | 550A RS Spyder | 1,5 l         |
| 14             | 100   | Ludwig Fischer | Людвиг Фишер  | 550 Spyder     | 1,5 l         |
| Оллон-Вилларс  |       |                |               |                |               |
| 13             | 126   | Heini Walter   | Хайни Вальтер | 550A RS Spyder | 1,5 l         |

| Этап         | Этап  | Этап       | Этап                                           | Этап          | Этап          |
| Место        | Номер | Команда    | Пилоты                                         | Шасси         | Тип двигателя |
| ------------ | ----- | ---------- | ---------------------------------------------- | ------------- | ------------- |
| Targa Florio |       |            |                                                |               |               |
| 2            | 118   | Porsche KG | Эберхард Мале Пауль-Эрнст Штреле Херберт Линге | 550 RS Spyder | 1,5 l         |

| Этап       | Этап  | Этап           | Этап           | Этап          | Этап          |
| Место      | Номер | Команда        | Пилоты         | Шасси         | Тип двигателя |
| ---------- | ----- | -------------- | -------------- | ------------- | ------------- |
| Шауинсланд |       |                |                |               |               |
| 5          | 165   | Антон фон Дёрь | Антон фон Дёрь | 550 RS Spyder | 1,5 l         |

### Чемпионат мира Формулы-1
| Легенда к таблице |                                                                    |
| --- | ------------------------------------------------------------------ |
| В таблице перечислены результаты всех Гран-при Формулы-1, в которых использовался автомобиль. Строками таблицы являются сезоны, столбцами — этапы чемпионата мира. В каждой клетке указаны сокращённое название этапа и результат, дополнительно обозначенный цветом. Расшифровка обозначений и цветов представлена в нижеследующей таблице. |                                                                    |
| \| Пример \| Описание \| \| ------------ \| ------------------------------------------------------------------ \| \| 1 \| Победитель \| \| 2 \| Второе место \| \| 3 \| Третье место \| \| 5 \| Финишировал, заработав очки \| \| Сход \| Не финишировал, но при этом заработал очки \| \| 12 \| Финишировал, не получив очков \| \| НКЛ \| Финишировал, но не попал в финальную классификацию \| \| 15 \| Участвовал вне зачёта, либо по отдельной классификации \| \| 18 \| Не финишировал, но попал в финальную классификацию \| \| Сход \| Не финишировал \| \| НКВ \| Не прошёл квалификацию \| \| НПКВ \| Не прошёл предквалификацию \| \| ДСК \| Дисквалифицирован \| \| ИСК \| Исключён из протокола соревнований \| \| ТТ \| Заявлен для участия только в тренировках \| \| НС \| Участвовал в квалификации, но не стартовал в гонке \| \| Т \| Травмирован или болен \| \| ОТК \| Отказ от участия \| \| НТР \| Прибыл на соревнования, но на трассу не выезжал \| \| НПР \| Был заявлен в числе участников, но не прибыл к началу соревнований \| \| О \| Соревнования отменены \| \| \| Не участвовал \| \| Поул-позиция \| \| \| Быстрый круг \| \| |                                                                    |
| Пример | Описание                                                           |
| 1 | Победитель                                                         |
| 2 | Второе место                                                       |
| 3 | Третье место                                                       |
| 5 | Финишировал, заработав очки                                        |
| Сход | Не финишировал, но при этом заработал очки                         |
| 12 | Финишировал, не получив очков                                      |
| НКЛ | Финишировал, но не попал в финальную классификацию                 |
| 15 | Участвовал вне зачёта, либо по отдельной классификации             |
| 18 | Не финишировал, но попал в финальную классификацию                 |
| Сход | Не финишировал                                                     |
| НКВ | Не прошёл квалификацию                                             |
| НПКВ | Не прошёл предквалификацию                                         |
| ДСК | Дисквалифицирован                                                  |
| ИСК | Исключён из протокола соревнований                                 |
| ТТ | Заявлен для участия только в тренировках                           |
| НС | Участвовал в квалификации, но не стартовал в гонке                 |
| Т | Травмирован или болен                                              |
| ОТК | Отказ от участия                                                   |
| НТР | Прибыл на соревнования, но на трассу не выезжал                    |
| НПР | Был заявлен в числе участников, но не прибыл к началу соревнований |
| О | Соревнования отменены                                              |
| | Не участвовал                                                      |
| Поул-позиция |                                                                    |
| Быстрый круг |                                                                    |

| Год  | Команда              | Двигатель  | Шины | Пилоты               | 1   | 2   | 3   | 4   | 5   | 6    | 7   | 8    | 9   | 10  | 11  | Классификация | Очки |
| ---- | -------------------- | ---------- | ---- | -------------------- | --- | --- | --- | --- | --- | ---- | --- | ---- | --- | --- | --- | ------------- | ---- |
| 1957 | Dr Ing F. Porsche KG | Porsche F4 | ?    |                      | АРГ | МОН | 500 | ФРА | ВЕЛ | ГЕР  | ПЕС | ИТА  |     |     |     | —             | —    |
| 1957 | Dr Ing F. Porsche KG | Porsche F4 | ?    | Эдгар Барт           |     |     |     |     |     | 12   |     |      |     |     |     | —             | —    |
| 1957 | Dr Ing F. Porsche KG | Porsche F4 | ?    | Умберто Мальоли      |     |     |     |     |     | Сход |     |      |     |     |     | —             | —    |
| 1957 | Ecurie Maarsbergen   | Porsche F4 | D    | Карел-Годен де Бофор |     |     |     |     |     | 14   |     |      |     |     |     | —             | —    |
| 1958 | Ecurie Maarsbergen   | Porsche F4 | D    |                      | АРГ | МОН | НИД | 500 | БЕЛ | ФРА  | ВЕЛ | ГЕР  | ПОР | ИТА | МАР | —             | 0    |
| 1958 | Ecurie Maarsbergen   | Porsche F4 | D    | Карел-Годен де Бофор |     |     |     |     |     |      |     | Сход |     |     |     | —             | 0    |

## Porsche 550 Джеймса Дина
Один из самых известных экземпляров Porsche 550 принадлежал американскому актёру Джеймсу Дину. Историк автомобилей Porsche и автор книги «Джеймс Дин на скорости» (англ. James Dean At Speed) Ли Раксин писал, что Дин купил экземпляр Porsche 550 под номером 130 (VIN 550-0055) 21 сентября 1955 года, когда к концу подходили съёмки фильма «Гигант». Он обменял свой Porsche 356 Super Speedster в магазине Competition Motors на 1955 Porsche 550 Spyder и договорился об участии в автогонке в Салинасе (англ. Salinas Road Race), назначенной на 1—2 октября. Дин попросил художника и линовщика Дина Джеффриса раскрасить автомобиль следующим образом: чёрной краской на капоте, дверях и задней части автомобиля изобразить номер 130, а на капоте у заднего обтекателя изобразить надпись «Маленький ублюдок» (англ. Little Bastard). Красные «гоночные» (ковшеобразные) сиденья и красные полосы на хвостовой части автомобиля, наносимые на Spyder для его лучшей заметности в гонках, остались оригинальными, «заводскими».
23 сентября Джеймс Дин показал новинку актёру Алеку Гиннессу, который назвал машину «зловещей» и предупредил его: «Если ты сядешь за руль этой машины, то не пройдёт и недели, как ты погибнешь» (англ. If you get in that car, you will be found dead in it by this time next week). Спустя неделю, 30 сентября 1955 года Дин действительно разбился в автокатастрофе недалеко от калифорнийского города Шолэм, лоб в лоб столкнувшись с другим автомобилем. Причиной оказалась невнимательность водителя встречной машины, который попросту не заметил Дина. Впоследствии этот экземпляр Porsche 550 был восстановлен кастомайзером Джорджем Баррисом. В 1974 году после выхода в свет книги Барриса «Автомобили звёзд» (англ. Cars of the Stars) родилась легенда о «проклятии автомобиля», который, переходя из рук в руки, якобы неоднократно попадал в аварии (в том числе и со смертельным исходом).

## Копии
В 1953—1957 годах было произведено всего 118 экземпляров автомобиля Porsche 550, вследствие чего подобные машины редко выставляются на продажу. В 1955 году стоимость автомобиля составляла 6800 долларов США, в 2012 году на аукционе в США один такой экземпляр был продан за сумму, эквивалентную 2,79 млн евро; стоимость ныне существующих образцов может доходить до 6 или 7 млн долларов США.
Porsche 550 является одной из самых популярных воспроизводимых копий (реплик) классических автомобилей. Выпускаемые копии стоят намного дешевле по сравнению с оригиналами (около 30 тысяч евро). Одним из наиболее известных производителей копий является Chamonix NG Cars с двигателем воздушного охлаждения VW 1.8 Flex Fuel и мощностью 140 л. с., четырьмя дисковыми тормозами и 5-ступенчатой коробкой передач. Масса автомобиля достигает 580 кг, корпус изготавливается исключительно из пластика, а не алюминия. Опознать в модели копию, а не оригинал могут только знатоки.
Копии также выпускаются в настоящее время компаниями Kitman Motors и Vintage Motorcars; в прошлом этим занимались компании Seduction Motorsports и Thunder Ranch. Близкие по характеристикам оригиналу реплики производятся компаниями Alloycars (изготовление корпуса из алюминия) и 502 Motorworks. Международная федерация автоспорта допускает участие копий Porsche 550 на соревнованиях ретро-автомобилей и иных исторических гоночных машин только в том случае, если технология изготовления копии абсолютно идентична техпроцессам изготовления исторического оригинала.
В 2012 году французской компанией Vintech на базе Porsche 550 был создан двухдверный автомобиль T550 Tribute с кузовом типа «купе», 4-цилиндровым оппозитным двигателем мощностью до 270 л. с. и 5-ступенчатой коробкой передач. Этот автомобиль представили на мероприятии The Quail: A Motorsports Gathering, приуроченном к ежегодному конкурсу элегантности в Пеббл-Бич.

## Автомобиль в играх
Модель Porsche 550 представлена в ряде компьютерных автомобильных игр и симуляторов, одним из которых является Need For Speed: Porsche Unleashed (PC-версия и PlayStation-версия). В PC-версии представлена Porsche 550 A Spyder как автомобиль «классической эры» (автомобили, выпущенные до 1970 года) гоночного класса. Его можно выиграть в режиме «Эволюция» после прохождения классической эры в случае, если игрок согласится принять участие в кольцевой гонке и выиграет заезд. Также его можно приобрести после перехода в «золотую эру» (игровая цена составляет 50 тысяч условных единиц). В версии для PlayStation игроку изначально доступен автомобиль Porsche 550 Spyder Panamericana, также машины Panamericana и 550 A можно приобрести в режиме «Эволюция». Модель 550 A Spyder также представлена в версии игры для GameBoy Advance.